# Гроза-Z1
Гроза-Z1 (бел. Навальніца-Z1) — белорусская мобильная система защиты объектов от беспилотных летательных аппаратов, разработанная ОАО «КБ Радар». Создавалась в рамках серии комплексов и средств радиоэлектронной борьбы «Гроза».

## История
7 сентября 2020 года Госкомвоенпром Республики Беларусь заявил, что «КБ Радар» разработал и наладил серийное производство комплексов противодействия мультикоптерам Гроза-Z1, предназначенного для защиты яхт, кораблей и иных морских, а также наземных объектов от несанкционированного вторжения дронов, которые могут использоваться для осуществления фото- и видеосъёмки частной жизни или коммерческой деятельности, а также доставки опасных предметов, в том числе взрывных устройств. Позднее её установили на пикап, тем самым позволив комплексу бороться с враждебными аппаратами на ходу. Впервые широкой публике Гроза-Z1 была представлена 23 июня 2021 года в ходе выставки MILEX-2021 в Минске.

## Описание
Комплекс включает в себя приёмо-передающий модуль и модуль управления.
Система автоматически контролирует частоты, на которых работают наиболее распространённые БПЛА. При появлении дронов комплекс распознаёт их сигналы и автоматически подавляет каналы управления, передачи данных, а также навигацию. В результате воздействия они либо падают, либо осуществляют вынужденную посадку, либо улетают «домой». Кроме того, важным достоинством системы является возможность постановки дезинформирующих помех навигации для создания бесполётной зоны для БПЛА. Гроза-Z1 может быть установлена на любое автомобильное шасси, что позволяет повысить её мобильность и обеспечить быструю доставку к месту применения. Работа по противодействию беспилотникам может вестись как на стоянке, так и во время движения, что позволяет защищать не только стационарные объекты, но и обеспечивать безопасность транспортных колонн. Внешне комплекс неотличим от стандартного радиооборудования, что позволяет его пользователям обеспечивать свою безопасность, не привлекая излишнего внимания.
Дальность обнаружения дронов — до 2 км, дальность подавления каналов управления и передачи данных — не менее 500 м, дальность подавления навигации — не менее 2 км, высота подавления — 1,3 км, дальность постановки дезинформирующих помех навигации — до 10 км. Гроза-Z1 контролирует частоты 430—436, 860—870, 920—928, 1130—1370, 2280—2600 и 5725-5850 МГц.